# Abraham Benrubi
Abraham Benrubi, rodným jménem Abraham Rubin Hercules Benrubi (* 4. října 1969) je americký herec.

## Život
Narodil se v Indianapolisu, kde také studoval na střední škole Broad Ripple.
Svou první velkou roli dostal v 90. letech v televizním seriálu Křídla, kde hrál postavu Roye Bigginse.
V letech 1994 až 2009 hrál postavu Jerryho Markovice v seriálu Pohotovost. Rovněž hrál v dalších seriálech, jako například Muži na stromech a The Bridge. Mezi jeho filmové role patří například Bubba v thrilleru Twister (1996) či pytlák Thor v komedii Král džungle (1997).